# Strojiči
Strojiči so naselje v Občini Osilnica.